# You Won't Get What You Want
You Won't Get What You Want è il quarto album in studio del gruppo musicale statunitense Daughters, pubblicato nel 2018 dalla Ipecac Recordings. 
Pubblicato a 8 anni di distanza dal precedente, il disco presenta sonorità piuttosto variegate, allontanandosi dallo stile mathcore/grindcore dei primi lavori della band, che ha qui optato per un sound più atmosferico e meno abrasivo, influenzato soprattutto dall'industrial rock, dal rock sperimentale e dal post-punk. Composto da 10 tracce, è il disco più lungo della band, con una durata complessiva di 48:40 minuti.   
L'album è stato anticipato da tre singoli: Satan in the Wait, pezzo dal sapore gotico e dai toni apocalittici, The Reason They Hate Me, brano di stampo hardcore punk/industrial, e il martellante Long Road, No Turns, ed è stato acclamato dalla critica.

## Tracce
1. City Song – 5:55
2. Long Road, No Turns – 5:04
3. Satan in the Wait – 7:06
4. The Flammable Man – 2:09
5. The Lords Song – 2:45
6. Less Sex – 4:47
7. Daughter – 4:55
8. The Reason They Hate Me – 3:55
9. Ocean Song – 7:28
10. Guest House – 4:29

## Formazione
- Alexis S.F. Marshall – voce
- Nicholas Andrew Sadler – chitarra, produzione
- Jon Syverson – batteria
- Samuel Walker – basso